# Sorbas
Sorbas là một đô thị thuộc tỉnh Almería, ở cộng đồng tự trị Andalusia, Tây Ban Nha. Đô thị này có diện tích 249 km², dân số năm 2005 là 2840 người.

## Biến động dân số
| 1999  | 2000  | 2001  | 2002  | 2003  | 2004  | 2005  |
| ----- | ----- | ----- | ----- | ----- | ----- | ----- |
| 2,735 | 2,693 | 2,651 | 2,732 | 2,749 | 2,707 | 2,840 |

Nguồn: INE (Tây Ban Nha)